# Soukhaïa
La Soukhaïa (Сухая) est un affluent droit de la Iokanga dans la péninsule de Kola à l'extrême nord-ouest de la Russie (oblast de Mourmansk). Elle prend sa source au sommet Dlinny au nord des hauteurs de Kleïvy à 368 mètres d'altitude. Elle se dirige vers l'est et traverse plusieurs lacs dont le lac Soukhoïe.
Ses affluents principaux sont la Zolotaïa (à onze kilomètres de son embouchure) et la Siomoujia. Son cours inférieur traverse des zones marécageuses. Elle se jette au bout de 97 kilomètres dans la Iokanga, à 76 kilomètres de son embouchure dans la mer de Barents, après avoir pris la direction du nord-est.
La Soukhaïa est l'affluent principal de la Iokanga.